# Гурова, Елена Георгиевна
Гурова Елена Георгиевна ( [30] декабря 1908, Москва —  [30] января 1989, Москва) — советский хирург, учёный и организатор здравоохранения, доктор медицинских наук (1957), профессор (1961), член правления Всероссийского и Всесоюзного обществ хирургов.

## Биография

### Ранние годы
Родилась 30 декабря 1908 года в Москве. В 1925 году окончила школу № 1 2-й ступени в Зарайске Московской области.
В 1929 году окончила фельдшерский-акушерский техникум в Рязани. С 1929 по 1932 годы работала операционной сестрой в Зарайской больнице. С октября 1932 г. по октябрь 1935 г. работала старшей сестрой хирургического отделения больницы им. Октябрьской Революции в г. Москве. Одновременно, без отрыва от производства училась на вечернем отделении лечебного факультета Первого Московского ордена Ленина Медицинского института, который и окончила в марте 1939 года с отличием.
Большую помощь в подготовке оказывала ей работа в студенческих научных кружках под руководством крупнейших советских хирургов П. А. Герцена и Н. Н. Бурденко.

### Военные годы
С мая 1939 по апрель 1941 годов работала в Приморском крае, в городе Спасске, на должностях хирурга-ординатора, заведующей хирургическим отделением районной больницы и заведующей районной станцией переливания крови.
Затем переехала в Зарайске Московской области, где в период 1941—1946 годов заведовала хирургическим отделением районной больницы. Одновременно с 1941 по 1944 годы она была единственным ведущим хирургом двух эвакогоспиталей. По совместительству работала также директором и преподавателем в школе медсестёр при Зарайском райкоме Красного Креста. За свою работу в школе 14.12.1945 награждена грамотой «Отличнику санитарной обороны Союза СССР».

### Научно-педагогическая деятельность
В 1947 г. защитила диссертацию, получив учёную степень кандидата медицинских наук. С декабря 1946 г. получила по конкурсу место младшего научного сотрудника 1-й хирургической клиники Московского областного научно-исследовательского клинического института.
С 1946 г. Елена Георгиевна работала под руководством заслуженного деятеля науки, лауреата Ленинской премии, профессора Б. Э. Линберга в Московском областном научно-исследовательском клиническом институте им. И. П. Павлова.
С января 1948 г. по конкурсу избрана ассистентом хирургической факультетской клиники Медицинского института МЗ РСФСР, а с января 1950 года переведена ассистентом в хирургическую клинику санитарно-гигиенического факультета 1-го Московского медицинского институту. С января 1952 г. исполняла обязанности доцента той же кафедры. Первый декан вечернего лечебного факультета этого института. С 1948 года член партийного бюро и с 1950 года секретарь партийной организации 2-го лечебного факультета института.
Кандидат медицинских наук (1947), доктор медицинских наук (1957).
С сентября 1961 по 1973 годы заведовала кафедрой общей хирургии Рязанского медицинского института им. И. П. Павлова, профессор.

### Смерть
Елена Георгиевна Гурова умерла 30 января 1989 года в Москве. Она похоронена на Зарайском городском кладбище.

### Семья

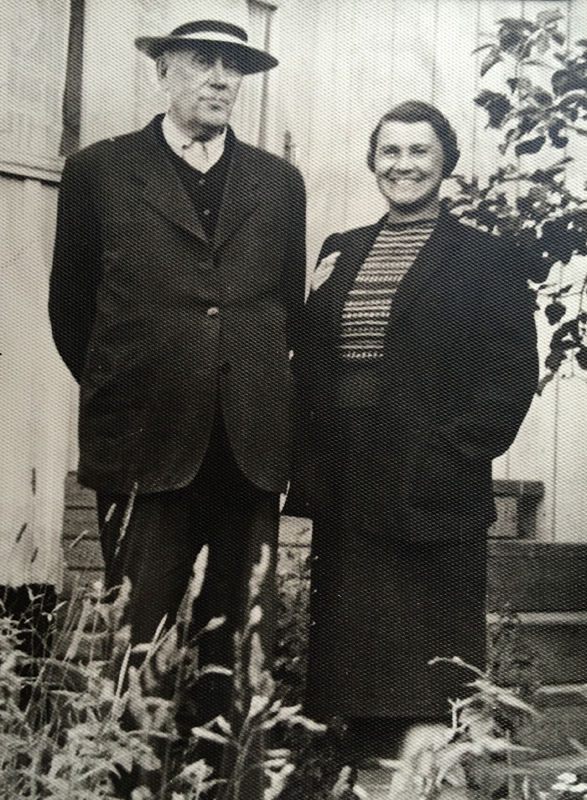
Б. Э. Линберг и Е. Г. Гурова (июль 1954 года)

14 ноября 1948 г. вышла замуж за Линберга Бориса Эдмундовича — пионера торакальной хирургии Советского Союза, лауреата Ленинской премии, заслуженного деятеля науки, доктора медицинских наук, профессора. 4 июля 1949 г. Линберг Б. Э. усыновил её дочь, Гурову Марину Борисовну (07.05.1941 — 29.12.2009), которая впоследствии стала хирургом, кандидатом медицинских наук.

## Награды
- Орден «Знак Почета» № 184139
- Орден Трудового Красного Знамени № 21190
- Медаль «Ветеран труда»
- Медаль «За доблестный труд в Великой Отечественной войне 1941—1945 гг.»
- Медаль «За оборону Москвы», медаль «Сорок лет Победы в Великой Отечественной войне»
- Медаль «За победу над Германией в Великой Отечественной войне 1941—1945 гг.»
- Медаль «Тридцать лет Победы в Великой Отечественной войне 1941—1945 гг.»
- Медаль «В память 800-летия Москвы»
- Медаль «За доблестный труд. В ознаменование 100-летия со дня рождения Владимира Ильича Ленина»
- Знак «Отличнику здравоохранения СССР»

## Память

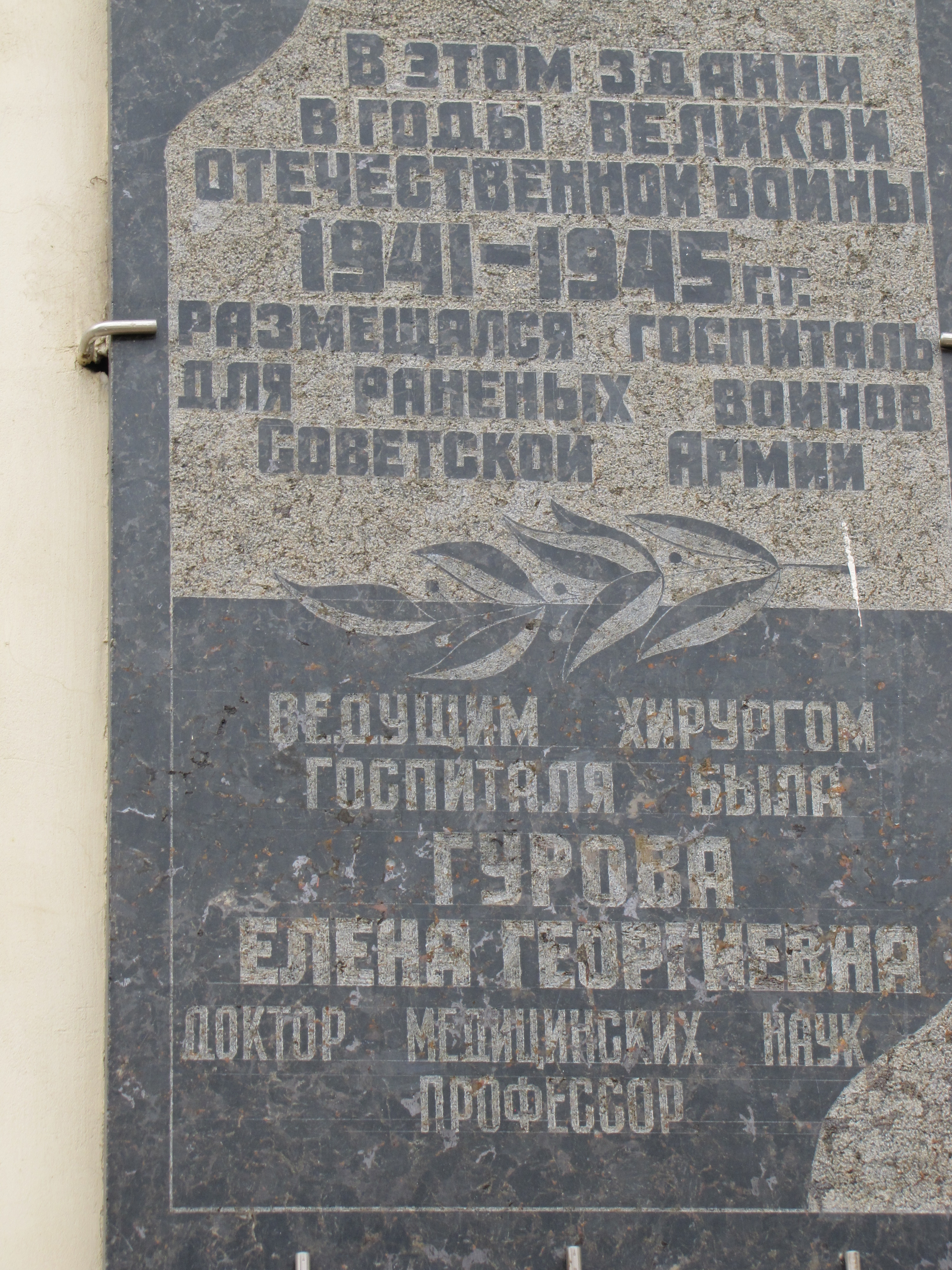
Мемориальная доска памяти Е. Г. Гуровой на доме № 36 по ул. Карла Маркса в Зарайске

- В память о Елене Георгиевне Гуровой в г. Зарайске 16 июня 1990 г. на здании средней школы № 6 (ул. Карла Маркса, 36) была открыта мемориальная доска с надписью: «В этом здании в годы Великой Отечественной войны 1941—1945 гг. размещался госпиталь для раненых воинов Советской Армии. Ведущим хирургом госпиталя была Гурова Елена Георгиевна, доктор медицинских наук, профессор». Чёрный гранит. Автор доски — заслуженный деятель искусств России, профессор В. В. Глебов; автор текста — заслуженный работник культуры России В. И. Полянчев.